# Fântâna Babii
Fântâna Babii falu Romániában, Maros megyében.

## Története
Mezőpagocsa község része. A trianoni békeszerződésig Maros-Torda vármegye Marosi felső járásához tartozott.

## Népessége
2002-re a település elnéptelenedett.